# Theusdorf
Theusdorf ist eine Ortslage von Syhra, einem Ortsteil der Stadt Geithain im Landkreis Leipzig (Freistaat Sachsen). Am 31. Dezember 2007 hatte der Ortsteil 69 Einwohner.
Das Dorf wurde am 1. April 1935 nach Syhra eingemeindet und kam durch dessen Eingemeindung am 1. März 1994 zu Geithain. Theusdorf liegt am Ossabach.